# Czipott György (költő)
Czipott György (Budapest, 1951. július 19. –) magyar költő, író, szerkesztő.

## Életpályája
Szülei: Czipott Endre és Peterdy Erika. Rövid ideig a JATE Jogtudományi Karán folytatta tanulmányait, majd a ML Esti Egyetem Általános Karán szerzett diplomát pártonkívüliként. 1968-1974-ig elektroműszerész, 1974-1977-ig fizikai munkás, vízgépkezelő, raktáros, betanított fűtésszerelő, segédmunkás, gépkocsirakodó, adminisztrátor. 1977-1991-ig Lapkiadó (későbbi nevén: Pallas Lap- és Könyvkiadó) Vállalatnál honorárium számfejtő, rekreációs ügyvivő, korrektor, tervezőszerkesztő, grafikus, újságíró. 1991-1994-ig heti Kis Újság folyóiratnál tervezőszerkesztő, irodalmi rovatvezető. 1992-ben tagja lett a MÚOSZ-nek. 1993-1994-ben C&C Kiadó ügyvezetője. 1994-2010-ig szabadúszóként több heti- és havilap tervezőszerkesztője, informatikus. 2011-től 2013-ig Napkelet Kulturális és Hagyományőrző Egyesület alelnöke. 2014-től 2021-ig a Szózat Irodalmi és Társadalomkritikai Folyóirat szerkesztője. A Magyar Nemzeti Írószövetség tagja. Írásai önálló kötetekben, antológiákban és irodalmi folyóiratokban jelentek/jelennek meg.

## Magánélete
Kétszer kötött házasságot. Második feleségével, S. Évával él. Gyermeke nem született.

## Művei
- Fohász teérted (versek, Gazdász Kiadó, 2005 ISBN 963-219-800-X)
- Siklórepülés az éjben (versek, Gazdász Kiadó, 2012 ISBN 978-963-08-3817-7)
- Hispán anzX (versek, Gazdász Kiadó, 2012 ISBN 978-963-08-4953-1)
- Gróf Cserkay (elbeszélések, Gazdász Kiadó, 2013 ISBN 978-963-08-6711-5)
- Jobbantemperált láncfűrészzenekar (versek, Gazdász Kiadó, 2014 ISBN 978-963-08-8407-5)
- Kifordult húsú csillagok (versek, Gazdász Kiadó, 2015 ISBN 978-963-12-0528-2)
- Organikus vadászidény (versek, Gazdász Kiadó, 2015 ISBN 978-615-80284-0-0)
- Árnyékcsúszda (versek, HAJDU-VINPRESS KIADÓ 2016 ISBN 978-615-5172-09-0)
- Légycsapóünnep (versek, HAJDU-VINPRESS KIADÓ 2017 ISBN 978-615-5172-10-6)
- Kórisme (versek, HAJDU-VINPRESS KIADÓ 2017 ISBN 978-615-5172-12-0)
- LEJÁRT SZAVATOSSÁGÚ JELEN (versek, HAJDU-VINPRESS KIADÓ 2018 ISBN 978-615-5172-13-7)
- MÉZESKALÁCSHUSZÁROK KORA (versek, HAJDU-VINPRESS KIADÓ 2018 ISBN 978-615-5172-14-4)
- EBŐRJÍTŐ (versek, HAJDU-VINPRESS KIADÓ 2019 ISBN 978-615-5172-16-8)
- KETTŐS KÖNYVELÉS (versek, SZÓZAT KIADÓ 2020 ISBN 978-615-6174-00-0)
- VILÁGTÚLTULIPÁN (versek, SZÓZAT KIADÓ 2020 ISBN 978-615-6174-01-7)
- ÁRNYÉKPOR (versek, HAJDU-VINPRESS KIADÓ 2021 ISBN 978-615-5172-18-2)
- ÉGTÁJOLÓ (versek, SZÓZAT KIADÓ 2021 ISBN 978-615-6174-02-4)
- Vitustánciskola (versek, SZÓZAT KIADÓ 2022 ISBN 978-615-6174-05-5)
- TEHERKITÉRŐ (versek, SZÓZAT KIADÓ 2022 ISBN 978-615-6174-06-2)
- KALAUZ PORONDMESTEREKNEK (versek, SZÓZAT KIADÓ 2023 ISBN 978-615-6174-08-6)
- Élet elvitelre (versek, SZÓZAT KIADÓ 2023 ISBN 978-615-6174-09-3)
- Beácska (novellák, SZÓZAT KIADÓ 2023 ISBN 978-615-6174-10-9)
- Terített boncasztal (versek, SZÓZAT KIADÓ 2024 ISBN 978-615-6174-11-6)

## Antológiában, Interjúkötetben
- Hullám-tér Irodalmi Antológia (Napkelet Egyesület Kiadó 2013 ISBN 978-963-08-8170-8)
- IRODALMI PÁLYAUDVAR (Rím Könyvkiadó 2015 ISBN 978-615-5266-55-3)
- VERSVILÁGOK HATÁRÁN (Hungarovox Kiadó 2016 ISBN 978-615-5562-48-8)
- GYÓNI GÉZA (Hungarovox Kiadó 2017 ISBN 978-615-5563-88-1)
- KÖZELFÉNY (Szózat Kiadó 2018 ISBN 978-615-00-3263-4)
- SZÓZAT ANTOLÓGIA (Szózat Kiadó 2019 ISBN 978-615-00-7208-1)
- AMIÉRT A HARANG SZÓL ANTOLÓGIA (HAJU-VINPRESS Kiadó 2020 ISBN 978-615-5172-17-5)
- SZÓZAT ANTOLÓGIA 2021 (Szózat Kiadó 2021 ISBN 978-615-6174-03-1)
- SZÓZAT ANTOLÓGIA 2022 (Szózat Kiadó 2022 ISSN 2939-7189)